# Nerdcore

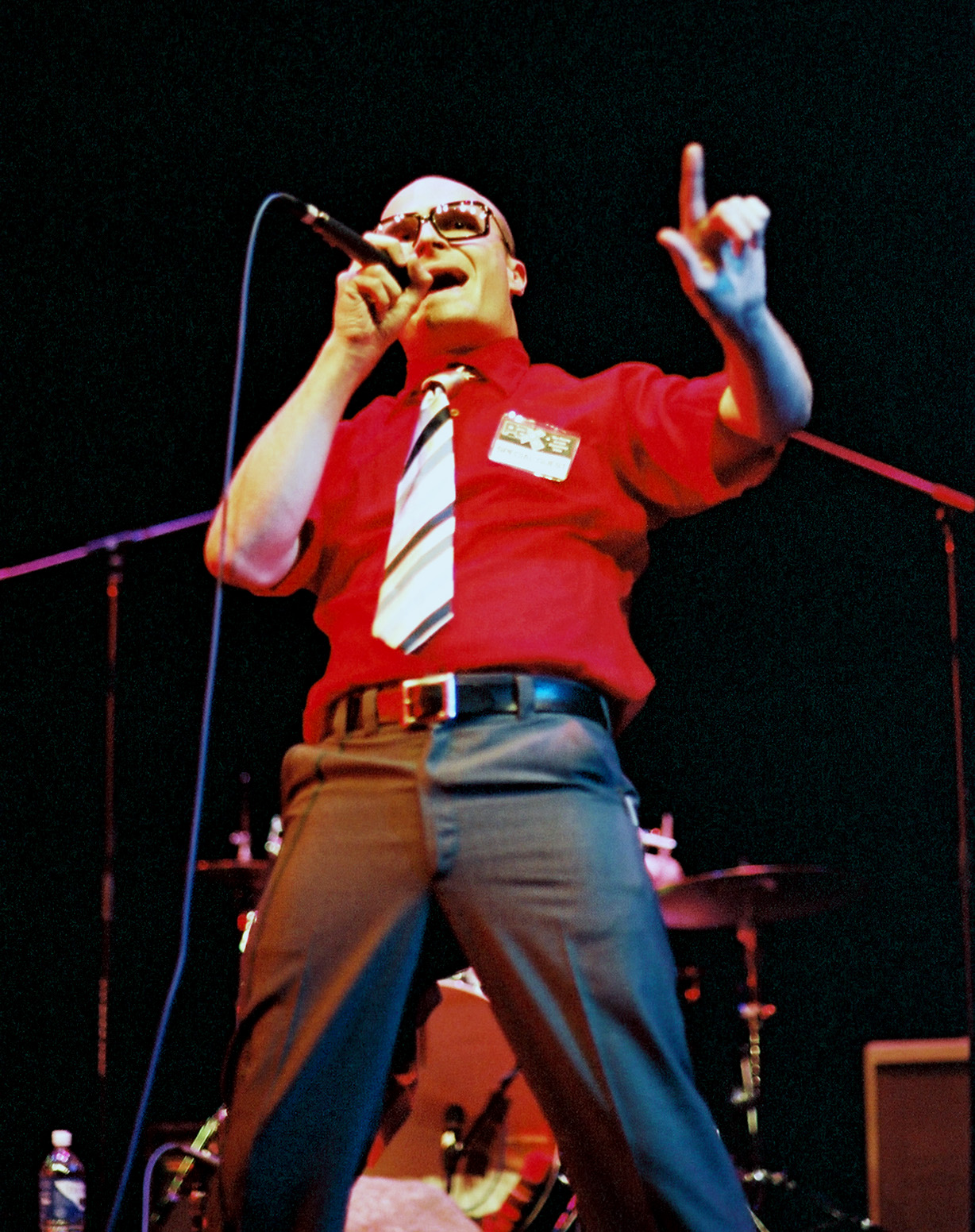
Nerdcore-Pionier MC Frontalot auf der Penny Arcade Expo 2004, nach eigener Aussage im Outfit eines 1970er-Jahre-Mathelehrers.

Nerdcore (auch Geeksta) ist ein Subgenre des Hip-Hop. Der Name setzt sich aus Nerd und der Endung -core zusammen, die es in zahlreichen Musikstilen gibt. Es handelt sich also um Nerd-Hip-Hop.

## Musikalische Merkmale
Die Musik ist oft etwas schräger und weniger eingängig als im normalen Hip-Hop. Erzeugt wird sie mit elektronischen Instrumenten. Die Texte beschäftigen sich oft mit Naturwissenschaften und Computern, aber auch fiktiven Welten wie in Star Wars oder Der Herr der Ringe. Um von der Szene zum Nerdcore gezählt zu werden, muss ein Künstler, ähnlich wie im übrigen Hip-Hop, seinen Stolz auf die Nerd-Szene demonstrieren. Typische Auftrittsorte sind die Consumer Electronics Show in Las Vegas und die Penny Arcade Expo.
Als früher Vorläufer der Szene kann der 1999er-Song It's All About The Pentiums von Weird Al Yankovic angesehen werden, eine Parodie auf P. Diddys It’s All About The Benjamins, sowie sein späterer Song White and Nerdy (Parodie auf Chamillionaires Ridin’ Dirty), der bis dato relativ alle Nerdklischees anhand einer Person aufzeigt. MC Frontalot zählt auch Künstler wie Kool Keith oder MF DOOM zu den Vorbildern der Nerdcorer.

## Vertreter des Genres
Der Name stammt von Nerdcore-Begründer MC Frontalot, der ihn zuerst in seinem Song Nerdcore Hiphop verwendete. Andere bekannte Künstler des Genres sind 2 Skinnee J’s, Beefy, mc chris, MC Hawking, MC Lars, MC Plus+, ytcracker, MC Paul Barman, 1337 G33k B3at (1GB), Lords of the Rhymes, Optimus Rhyme, Dan Bull oder Ultraklystron. Die Rapper Prinz Pi, NMZS und die Hip-Hop Gruppe Blumentopf veröffentlichten jeweils einige Tracks, die dem Nerdcore-Genre zugeordnet werden können, bilden jedoch keine Nerdcore-Szene.
Im Gegensatz zum übrigen Hip-Hop sind Nerdcore-Protagonisten fast ausschließlich weiß, viele haben an Ivy-League-Universitäten studiert. Das Verhältnis zum etablierten Hip-Hop ist unklar. Trotz ihrer oft satirischen Texte und Parodien auf Hip-Hop-Klischees betonen die Nerdcore-Protagonisten selbst ihren Respekt vor Hip-Hop und fordern die Fans auf, sich näher mit Hip-Hop zu beschäftigen. Verstanden wird es jedoch auch als Parodie weißer Mittelstandsjugendlicher auf die Hip-Hop-Kultur. Einig jedoch sind sich Nerdcore-Fans und Kritiker, dass die Szene im Gegensatz zu anderen „Weißen Rappern“ nicht primär auf die Anerkennung durch die etablierte Hip-Hop-Szene hinarbeitet, sondern sich eigene Institutionen und Netzwerke aufbaut. Nerdcore-Künstler legen Wert auf Authentizität. MC Frontalot beispielsweise sagt: „Ich rappe schlussendlich über Internet-Pornos und Star-Wars-Conventions, weil es das ist, womit ich mich auskenne.“

## Rezeption
Das XXL-Hip-Hop-Magazin attestierte der Subkultur im Oktober 2005 sogar: „Ungeachtet des Mainstream-Erfolgs, ist Hip-Hop immer noch eine Inspirationsquelle für diejenigen an den äußersten Rändern der Gesellschaft. Revolutionäre, Kriminelle, Unangepasste und andere Ungehörte haben lange entdeckt, dass Rap ein kraftvolles Medium ist. Die neueste Gruppe ist eine der unerwartetsten: Computer-Nerds.“
Mittlerweile gibt es die beiden Dokumentarfilme Nerdcore for Life und Nerdcore Rising über das Genre und ein Nerdapalooza-Festival in Eureka, Kalifornien. Weitere Akzeptanz im Mainstream zeigt sich auch dadurch, dass der Nerdcore-Rapper Mc chris im Jahr 2007 mit den Rockbands New Found Glory und Sum 41 auf Tour ging und dass die Hip-Hop-Gruppe Blumentopf auf ihrem im Jahr 2010 veröffentlichten Album Wir einige dem Nerdcore-Genre zuzuordnende Titel bietet.